# 采列車站
采列車站是位於斯洛文尼亞城市采列的鐵路車站，由斯洛維尼亞鐵路營運，於1846年，隨格拉茨至采列的鐵路完成而啟用。

## 外部連結
- 维基共享资源上的相關多媒體資源：采列車站